# بايسون
بايسون (يوتا) (بالإنجليزية: Payson, Utah)‏ هي مدينة تقع في الولايات المتحدة في مقاطعة يوتا، يوتا. يقدر عدد سكانها بـ 18,938 نسمة ومساحتها 22.5 كم2 وترتفع عن سطح البحر 1,418 مترا.

## التركيبة السكانية
حدّد مكتب تعداد الولايات المتحدة بيانات التركيبة السكانية لبايسون في تعداد الولايات المتحدة. في ما يلي، التركيبة السكانية حسب تعدادي 2000 و2010.

### تعداد عام 2000
بلغ عدد سكان بايسون 12,716 نسمة بحسب تعداد عام 2000، وبلغ عدد الأسر 3,654 أسرة وعدد العائلات 3,057 عائلة مقيمة في المدينة. في حين سجلت الكثافة السكانية 376.1 نسمة لكل كيلومتر مربع (974.1/ميل2). وبلغ عدد الوحدات السكنية 3,855 وحدة بمتوسط كثافة قدره 114 لكل كيلومتر مربع (295.3/ميل2).
وتوزع التركيب العرقي للمدينة بنسبة 94.02% من البيض و0.13% من الأمريكيين الأفارقة و0.39% من الأمريكيين الأصليين و0.38% من الأمريكيين ذوي الأصول الآسيوية و0.24% من سكان جزر المحيط الهادئ و3.52% من الأعراق الأخرى و1.33% من عرقين مختلطين أو أكثر و6.79% من الهسبانيون أو اللاتينيون من أي عرق.
بلغ عدد الأسر 3,654 أسرة كانت نسبة 55.1% منها لديها أطفال تحت سن الثامنة عشر تعيش معهم، وبلغت نسبة الأزواج القاطنين مع بعضهم البعض 70.8% من أصل المجموع الكلي للأسر، ونسبة 9.6% من الأسر كان لديها معيلات من الإناث دون وجود شريك،  بينما كانت نسبة 3.2% من الأسر لديها معيلون من الذكور دون وجود شريكة وكانت نسبة 16.3% من غير العائلات. تألفت نسبة 14.3% من أصل جميع الأسر من عدة أفراد يعيشون في نفس المنزل ونسبة 6.8% كانت تتألف من شخص يعيش بمفرده يبلغ من العمر 65 عاماً أو أكثر. وبلغ متوسط حجم الأسرة المعيشية 3.47، أما متوسط حجم العائلات فبلغ 3.87.
بلغ العمر الوسطي للسكان 24.4 عاماً. وكانت نسبة 38.3% من القاطنين تحت سن الثامنة عشر، وكانت نسبة 12.8% بين الثامنة عشر والرابعة والعشرين عاماً، ونسبة 26% كانت واقعةً في الفئة العمرية ما بين الخامسة والعشرين والرابعة والأربعين عاماً، ونسبة 14.8% كانت ما بين الخامسة والأربعين والرابعة والستين، ونسبة 7.8% كانت ضمن فئة الخامسة والستين عاماً فما فوق. يوجد لكل 100 أنثى 102.1 ذكر، ويوجد لكل 100 أنثى في الثامنة عشر من عمرها فما فوق 97.0 ذكر.
بلغ متوسط دخل الأسرة في المدينة 43,539 دولارًا، أما متوسط دخل العائلة فبلغ 47,491 دولارًا. وكان متوسط دخل الذكور 32,244 دولارًا مقابل 20,869 دولارًا للإناث. وسجل دخل الفرد الخاص بالمدينة 14,588 دولارًا. وكانت نسبة 7% من العائلات ونسبة 7.3% من السكان تحت خط الفقر، وكان من هؤلاء نسبة 8.2% تحت سن الثامنة عشر ونسبة 9.3% في الخامسة والستين من العمر وما فوق.

### تعداد عام 2010
بلغ عدد سكان بايسون 18,294 نسمة بحسب تعداد عام 2010، وبلغ عدد الأسر 5,057 أسرة وعدد العائلات 4,256 عائلة مقيمة في المدينة. في حين سجلت الكثافة السكانية 541.1 نسمة لكل كيلومتر مربع (1,401.4/ميل2). وبلغ عدد الوحدات السكنية 5,347 وحدة بمتوسط كثافة قدره 158.1 لكل كيلومتر مربع (409.5/ميل2).
وتوزع التركيب العرقي للمدينة بنسبة 90.37% من البيض و0.26% من الأمريكيين الأفارقة و0.56% من الأمريكيين الأصليين و0.37% من الأمريكيين ذوي الأصول الآسيوية و0.26% من سكان جزر المحيط الهادئ و6.20% من الأعراق الأخرى و1.98% من عرقين مختلطين أو أكثر و13.29% من الهسبانيون أو اللاتينيون من أي عرق.
بلغ عدد الأسر 5,057 أسرة كانت نسبة 56.4% منها لديها أطفال تحت سن الثامنة عشر تعيش معهم، وبلغت نسبة الأزواج القاطنين مع بعضهم البعض 70.2% من أصل المجموع الكلي للأسر، ونسبة 10.1% من الأسر كان لديها معيلات من الإناث دون وجود شريك،  بينما كانت نسبة 3.9% من الأسر لديها معيلون من الذكور دون وجود شريكة وكانت نسبة 15.8% من غير العائلات. تألفت نسبة 13.6% من أصل جميع الأسر من عدة أفراد يعيشون في نفس المنزل ونسبة 5.8% كانت تتألف من شخص يعيش بمفرده يبلغ من العمر 65 عاماً أو أكثر. وبلغ متوسط حجم الأسرة المعيشية 3.60، أما متوسط حجم العائلات فبلغ 3.97.
بلغ العمر الوسطي للسكان 26.2 عاماً. وكانت نسبة 39.4% من القاطنين تحت سن الثامنة عشر، وكانت نسبة 9% بين الثامنة عشر والرابعة والعشرين عاماً، ونسبة 28.3% كانت واقعةً في الفئة العمرية ما بين الخامسة والعشرين والرابعة والأربعين عاماً، ونسبة 15.8% كانت ما بين الخامسة والأربعين والرابعة والستين، ونسبة 7.4% كانت ضمن فئة الخامسة والستين عاماً فما فوق. وتوزع التركيب الجنسي للسكان بنسبة 50.1% ذكور و49.9% إناث.

## أعلام
- جيول
- جون فيربانكس
- سكوت يورجنسن
- ليندسي أندرسون
- جاي وارد مودي